# Мартин Шин
Рамо́н Хера́рдо Анто́нио Эсте́вес (исп. Ramón Gerardo Antonio Estévez; род. 3 августа 1940, Дейтон, США), известный под сценическим псевдонимом Ма́ртин Шин (англ. Martin Sheen) — американский актёр театра, кино и телевидения, кинорежиссёр. Известен в частности как исполнитель главной роли в знаменитом фильме Фрэнсиса Форда Копполы «Апокалипсис сегодня». Он работал с такими кинорежиссёрами как Ричард Аттенборо, Фрэнсис Форд Коппола, Терренс Малик, Майк Николс, Мартин Скорсезе, Стивен Спилберг, Оливер Стоун и Роб Райнер. Лауреат премий «Эмми» и «Золотой глобус».

## Биография

### Детство
Родился в семье Мэри-Энн (урождённая Фелан), иммигрантки из Боррайсокена (Ирландия), и Франсиско Эстевеса Мартинеса, рабочего из Сальседа-де-Каселас (Испания).
Мэри-Энн уехала из Ирландии во время войны за независимость, её родной брат — Майкл Фелан — был бойцом ИРА и сидел в тюрьме. Будущий актёр был седьмым из десяти детей (девять братьев и сестра). Их мать скончалась, когда Мартину исполнилось 11 лет.
До переезда в США семья Эстевесов жила на Бермудских островах, где отец Шина был представителем IBM по продаже кассовых аппаратов для предприятий и ВВС США. Семья жила на улице Джон-роуд в Пемброке, неподалёку от Гамильтона. Его старшие братья и сестра ходили в школу Маунт Сейнт Агнес, которая управлялась сёстрами милосердия. В Дейтоне Франсиско Эстевес много лет также работал на фабрике NCR по производству кассовых аппаратов. Семья жила на Браун-стрит рядом с Южным Парком. Мартин Шин был первым из детей Эстевесов, родившимся в Америке. Мартин Шин — верующий (католик), учился в католической Чаминейдской школе (англ.).

### Юность

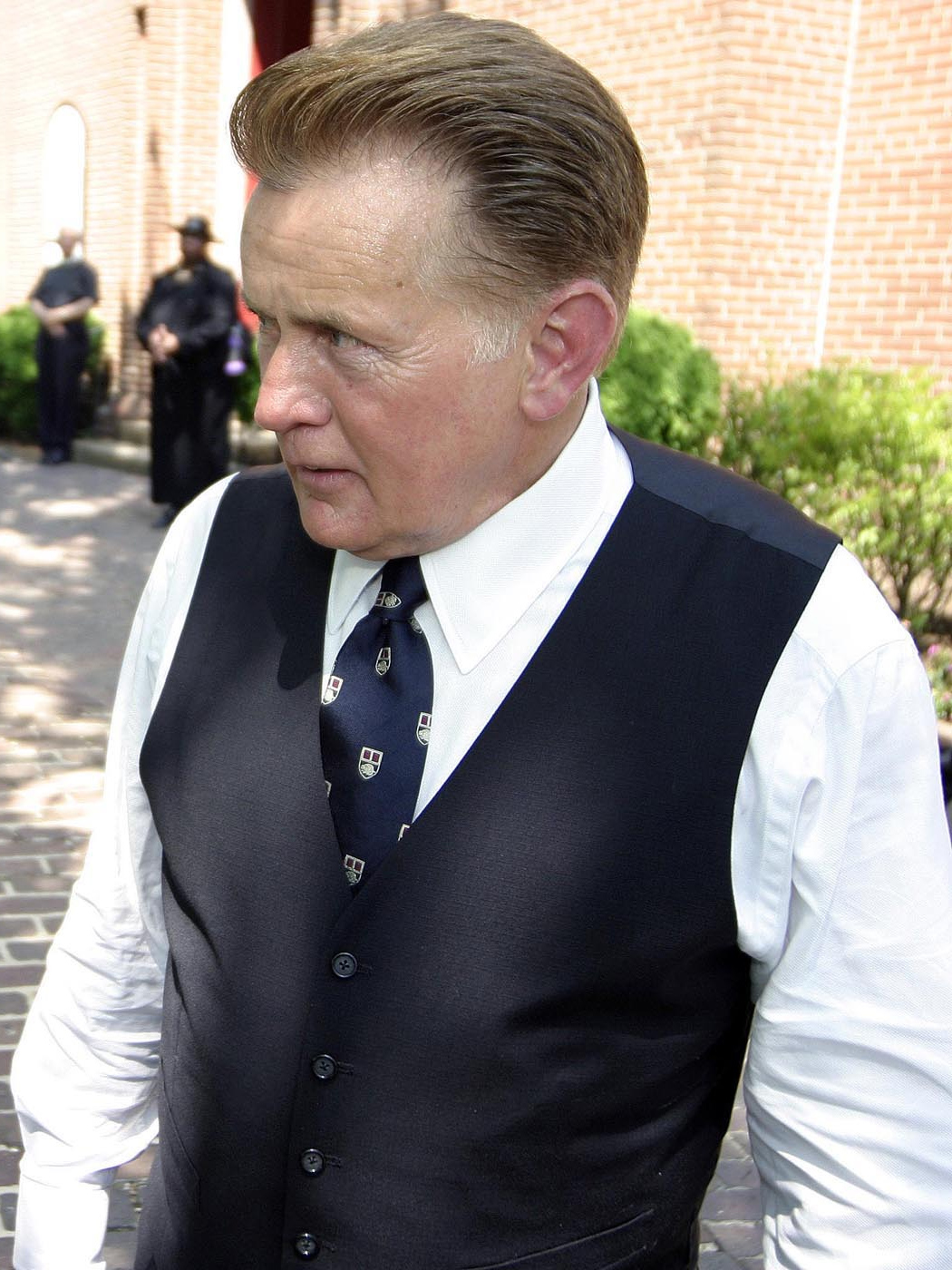
Мартин Шин в Аннаполисе, 2004 год

В 14 лет он организовал забастовку «кедди» во время работы в частных гольф-клубах Дейтона. Впоследствии Шин так отозвался о тех гольфистах: «Они часто ругали нас… Мы были маленькими мальчиками, а они говорили оскорбительные антисемитские, расистские слова. И это, по большей части, были уважаемые члены общества».
Мартин Шин интересовался кино с раннего возраста, но отец не поддерживал его в этом увлечении. По словам Шина, он намеренно провалил экзамены в Дейтонский университет (англ.), чтобы начать свою актёрскую карьеру. Несмотря на недовольство родителя, юноша занял денег у католического священника и в начале 1959 года уехал в Нью-Йорк. Там он дебютировал в спектакле «Связь» на сцене «Живого театра», а затем стал появляться в эпизодических ролях на телевидении.
В Нью-Йорке он также повстречался с католической активисткой Дороти Дэй и вместе с ней стал работать в «Движении трудящихся-католиков», ратовавшем за социальную справедливость.

### Карьера
Мартин Шин отмечает, что учился актёрскому мастерству, наблюдая за своим любимым киноактёром — Джеймсом Дином. Актёр взял творческий псевдоним в честь католического архиепископа и богослова Фултона Шина, популярного в 1950-х годах благодаря своим выступлениями на телевидении.
В 1963 году он получил небольшую роль в эпизоде научно-фантастического телесериала «За гранью возможного». В следующем году он играл на Бродвее в постановке «Если бы не розы», по которой в 1968 году вышел с его участием одноимённый фильм. В 1969 году Шин снялся в третьем сезоне сериала «Миссия невыполнима».
Затем он сыграл Доббса в экранизации романа «Уловка-22», а в 1972 году снялся в фильме «Тем самым летом», который содержал гомосексуальные эпизоды и вызвал противоречивую реакцию публики. Его следующей ролью стал фильм 1973 года — «Пустоши», где его партнёршей выступила Сисси Спейсек. Эта детективная драма считается одним из лучших фильмов, в которых снимался актёр. Роль в этом фильме принесла Мартину Шину приз за лучшую мужскую роль на кинофестивале в Сан-Себастьяне.
В 1974 году Шин сыграл гонщика в остросюжетной картине «Парень из Калифорнии», а за главную роль в телефильме «Казнь рядового Словика» был впервые номинирован на премию «Эмми» как лучший драматический актёр. В основе сюжета — история Эдди Словика, единственного американского солдата, казнённого за дезертирство с конца Гражданской войны. После этой роли Фрэнсис Форд Коппола выбрал его на главную роль в своём фильме «Апокалипсис сегодня» (1979), который принёс Мартину Шину международную известность. Актёр как-то признался, что в то время пил так, как после уже никогда. Кроме того, на съёмках он перенёс тяжёлый сердечный приступ. После этого его младший брат Джо Эстевес закончил и озвучил за него некоторые эпизоды в фильме.
Шин получил премию «Эмми» в 1993 году как лучший приглашённый актёр комедийного сериала «Мерфи Браун» (CBS).
С 1999 по 2006 год Мартин Шин снимался в роли вымышленного президента США — Джеда Бартлета — в известном телесериале «Западное крыло» (NBC), создателем которого выступил продюсер и сценарист Аарон Соркин. В 2001 году за эту роль ему была вручена премия «Золотой глобус» в номинации «Лучший актёр драматического телесериала».
За свою карьеру Шин неоднократно снимался в дуэте со своими детьми, чаще всего — со своим третьим сыном Чарли Шином. Наиболее известная их совместная актёрская работа — в фильме «Уолл-стрит» Оливера Стоуна. Старший его сын — Эмилио Эстевес — специально для отца написал сценарий и снял по нему картину «Путь» (2010) о паломничестве по Пути Св. Иакова, в которой Мартин Шин сыграл главную роль. В многочисленном списке его ролей — озвучивание персонажа Призрак в компьютерных играх Mass Effect 2 и Mass Effect 3.
Сыграл Бена Паркера в фильме «Новый Человек-паук», мировая премьера которого состоялась в июне 2012 года. С 2015 года играет в комедийном сериале «Грейс и Фрэнки» производства Netflix.

## Личная жизнь
С 1961 года Шин женат на Джанет Темплтон, у пары есть три сына и дочь: актёр и режиссёр Эмилио Эстевес (род. 1962), актёр и режиссёр Рамон Эстевес (род. 1963), актёр Чарли Шин (род. 1965) и актриса Рене Эстевес (род. 1967). Его младший брат — Джо Эстевес (род. в 1946) — тоже стал актёром.
Шин, помимо американского, имеет гражданство Ирландии.

### Общественная деятельность
Шин так и не получил высшее образование, но впоследствии начал сотрудничать как актёр и общественный деятель со многими учебными заведениями. Он является одним из почётных попечителей Wright State University, где совместно с другими своими коллегами в 1997 году организовал стипендиальный фонд для поддержки студентов этого университета. Принимал участие в различных антивоенных акциях протеста и демонстрациях в защиту прав человека, за что неоднократно арестовывался полицией. Длительное время актёр дружит и с католическим Университетом Нотр-Дама, который наградил его в 2008 году почётной медалью Laetare.

## Избранная фильмография
| Год       |     | Русское название                       | Оригинальное название                         | Роль                              |
| --------- | --- | -------------------------------------- | --------------------------------------------- | --------------------------------- |
| 1961—1964 | с   | Защитники                              | The Defenders                                 | разные персонажи                  |
| 1963      | с   | За гранью возможного                   | The Outer Limits                              | рядовой Артур Дикс                |
| 1967      | с   | Флиппер                                | Flipper                                       | Фил Адамс                         |
| 1967      | ф   | Инцидент, или Случай в метро           | The Incident                                  | Арти Коннор                       |
| 1968      | ф   | Если бы не розы                        | The Subject Was Roses                         | Тимми Клири                       |
| 1968—1973 | с   | ФБР                                    | The F.B.I.                                    | разные персонажи                  |
| 1969      | с   | Миссия невыполнима                     | Mission: Impossible                           | лейтенант Альберт Брок            |
| 1970      | ф   | Уловка-22                              | Catch-22                                      | Доббс                             |
| 1970      | с   | Гавайи 5-O                             | Hawaii Five-O                                 | Артур Диксон / Эдди Калао         |
| 1973      | с   | Улицы Сан-Франциско                    | The Streets of San Francisco                  | Дин Нокс                          |
| 1973      | с   | Коломбо                                | Columbo                                       | Карл Лессинг                      |
| 1973      | ф   | Пустоши                                | Badlands                                      | Кит                               |
| 1974      | тф  | Парень из Калифорнии                   | The California Kid                            | Майкл Маккорд                     |
| 1976      | ф   | Девочка, что живёт в конце улицы       | The Little Girl Who Lives Down the Lane       | Фрэнк Холлет                      |
| 1976      | ф   | Перевал Кассандры                      | The Cassandra Crossing                        | Робби Наварро                     |
| 1979      | ф   | Апокалипсис сегодня                    | Apocalypse Now                                | капитан Бенджамин Уиллард         |
| 1979      | ф   | Крыло орла                             | Eagle’s Wing                                  | Пайк                              |
| 1980      | ф   | Последний отсчёт                       | The Final Countdown                           | Уоррен Ласки                      |
| 1982      | ф   | Энигма                                 | Enigma                                        | Алекс Холбек                      |
| 1982      | ф   | Ганди                                  | Gandhi                                        | Винс Уокер                        |
| 1982      | ф   | Сезон чемпионата                       | That Championship Season                      | Том Дейли                         |
| 1983      | ф   | Мёртвая зона                           | The Dead Zone                                 | Грег Стиллсон                     |
| 1984      | ф   | Воспламеняющая взглядом                | The Firestarter                               | капитан Холлистер                 |
| 1985      | с   | Альфред Хичкок представляет            | Alfred Hitchcock Presents                     | Пол Дано                          |
| 1987      | ф   | Уолл-стрит                             | Wall Street                                   | Карл Фокс                         |
| 1989      | тф  | Вспышка во тьме                        | Nightbreaker                                  | доктор Александр Браун в наши дни |
| 1989      | ф   | Под звёздами                           | Beyond The Stars                              | Пол Эндрюс                        |
| 1990      | ф   | Муштра                                 | Cadence                                       | старший сержант Олтис Маккинни    |
| 1990—1992 | мс  | Команда спасателей Капитана Планеты    | Captain Planet and the Planeteers             | Слай Сладж                        |
| 1991      | ф   | Джон Ф. Кеннеди. Выстрелы в Далласе    | JFK                                           | рассказчик                        |
| 1991      | ф   | Служанка                               | The Maid                                      | Энтони Уэйн                       |
| 1991      | док | Сердца тьмы                            | Hearts Of Darkness: A Filmmakers’s Apocalypse | в роли самого себя                |
| 1993      | ф   | Ящик смерти                            | The Killing Box                               | генерал Хэуэрт                    |
| 1993      | ф   | Не слышу зла                           | Hear No Evil                                  | лейтенант Брок                    |
| 1993      | ф   | Горячие головы! Часть вторая           | Hot Shots! Part Deux                          | капитан Бенджамин Уиллард         |
| 1993      | с   | Мерфи Браун                            | Murphy Brown                                  | Ник Броди                         |
| 1993      | ф   | Геттисберг                             | Gettysburg                                    | генерал Роберт Ли                 |
| 1993      | с   | Байки из склепа                        | Tales from the Crypt                          | разные персонажи                  |
| 1993      | тф  | Неизбежное отмщение                    | A Matter of Justice                           | Джек Браун                        |
| 1994      | ф   | Фортуна войны                          | Fortunes Of War                               | Фрэнсис Лебек                     |
| 1994      | ф   | Когда тайное становится явным          | When The Bough Breaks                         | капитан Сваггерт                  |
| 1994      | ф   | Быстрый курок                          | Trigger Fast                                  | Джексон Бейнс Хардин              |
| 1994      | тф  | Розуэлл                                | Roswell                                       | Таунсенд                          |
| 1994      | ф   | Бока                                   | Boca                                          | Джесс Джеймс Монтгомери           |
| 1995      | ф   | Дикая природа                          | Running Wild                                  | Дэн Уокер                         |
| 1995      | в   | Диллинджер и Капоне                    | Dillinger And Capone                          | Джон Диллинджер                   |
| 1995      | ф   | Мёртвые президенты                     | Dead Presidents                               | судья                             |
| 1995      | ф   | Американский президент                 | The American President                        | Эй Джей Макинерни                 |
| 1996      | тф  | Проект «Альф»                          | Project ALF                                   | полковник Гилберт Милфойл         |
| 1996      | ф   | Война в доме                           | The War At Home                               | Боб Коллиер                       |
| 1997      | ф   | Правда и последствия                   | Truth or Consequences, N.M.                   | сэр                               |
| 1997      | тф  | Враждебные воды                        | Hostile Waters                                | капитан американской АПЛ          |
| 1997      | ф   | Спаун                                  | Spawn                                         | Джейсон Уинн                      |
| 1997      | мс  | Симпсоны                               | The Simpsons                                  | сержант Сеймур Скиннер            |
| 1998      | ф   | Операция                               | No Code Of Conduct                            | Билл Питерсон                     |
| 1998      | тф  | Вавилон-5: Река душ                    | Babylon 5: The River of Souls                 | охотник за душами                 |
| 1999—2006 | с   | Западное крыло                         | The West Wing                                 | президент Джозайя «Джед» Бартлет  |
| 2001      | ф   | О                                      | O                                             | тренер                            |
| 2002      | с   | Спин-Сити                              | Spin City                                     | Рэй Харрис / Рэй Кроуфорд         |
| 2002      | ф   | Поймай меня, если сможешь              | Catch Me If You Can                           | Роджер Стронг                     |
| 2005      | с   | Два с половиной человека               | Two and a Half Men                            | Харви                             |
| 2006      | ф   | Бобби                                  | Bobby                                         | Джек                              |
| 2006      | ф   | Отступники                             | The Departed                                  | Оливер Куинан                     |
| 2006      | ф   | Пограничный городок                    | Bordertown                                    | Джордж Морган                     |
| 2007      | с   | Студия 60 на Сансет-Стрип              | Studio 60 on the Sunset Strip                 | гость на радио                    |
| 2009      | ф   | Подарок                                | The Gift                                      | Раймон Берк                       |
| 2009      | ф   | Представь себе                         | Imagine That                                  | Данте Д’Энцо                      |
| 2009      | ф   | Любовь случается                       | Love Happens                                  | отец жены Берка                   |
| 2010      | ки  | —                                      | Mass Effect 2                                 | Призрак                           |
| 2010      | ф   | Путь                                   | The Way                                       | Том Эйвори                        |
| 2011      | мф  | Морщинки                               | Arrugas                                       | Эмилио                            |
| 2011      | ф   | Двойной агент                          | The Double                                    | Том Хайленд                       |
| 2012      | ки  | —                                      | Mass Effect 3                                 | Призрак                           |
| 2012      | ф   | Новый Человек-паук                     | The Amazing Spider-Man                        | Бен Паркер                        |
| 2012      | ф   | Ищу друга на конец света               | Seeking a Friend for the End of the World     | Фрэнк                             |
| 2012—2014 | с   | Управление гневом                      | Anger Management                              | Мартин Гудсон                     |
| 2014      | ф   | Новый Человек-паук. Высокое напряжение | The Amazing Spider-Man 2: Rise of Electro     | Бен Паркер                        |
| 2014      | ф   | Свалка                                 | Trash                                         | отец Джуллиард                    |
| 2014      | ф   | Сельма                                 | Selma                                         | судья Фрэнк Майнис Джонсон        |
| 2015      | мф  | Упс… Ной уплыл!                        | Ooops! Noah is Gone…                          | лев                               |
| 2015—2021 | с   | Грейс и Фрэнки                         | Grace and Frankie                             | Роберт Хенсон                     |
| 2016      | ф   | Вне правил                             | Rules Don’t Apply                             | Ноа Дитрих                        |
| 2021      | ф   | Иуда и чёрный мессия                   | Judas and the Black Messiah                   | Джон Эдгар Гувер                  |